# Renfe-Baureihe 440

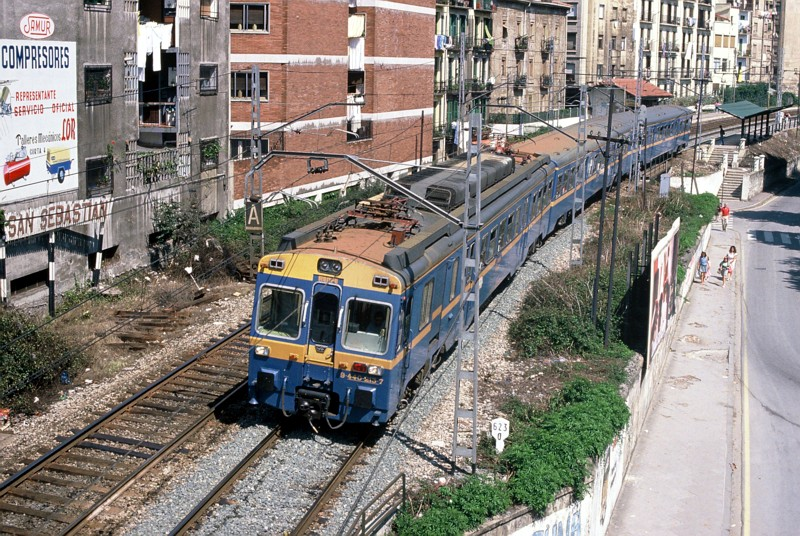
Triebzug der Baureihe 440 in blau-gelber Ursprungslackierung (1988)

Die Baureihe 440 war eine Serie elektrischer Triebzüge der spanischen Eisenbahngesellschaft Red Nacional de los Ferrocarriles Españoles (Renfe).

## Geschichte und Beschreibung

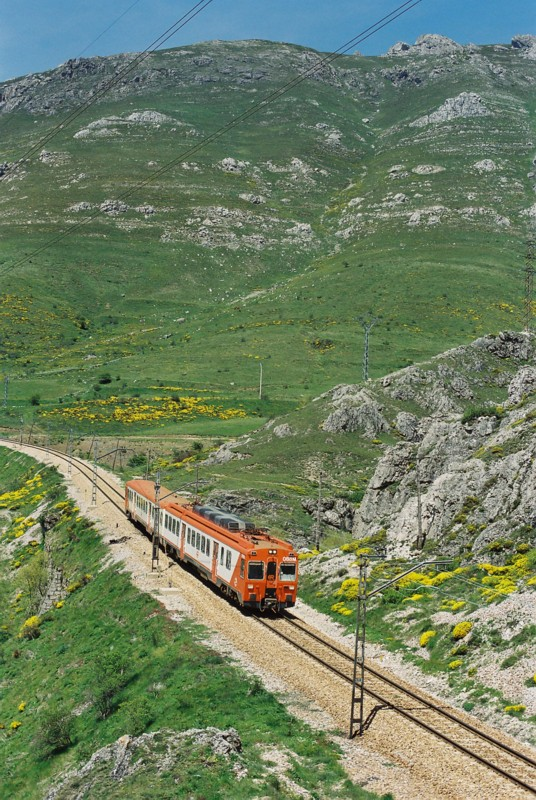
440-088 in der Farbgebung R2 in Busdongo (2001)

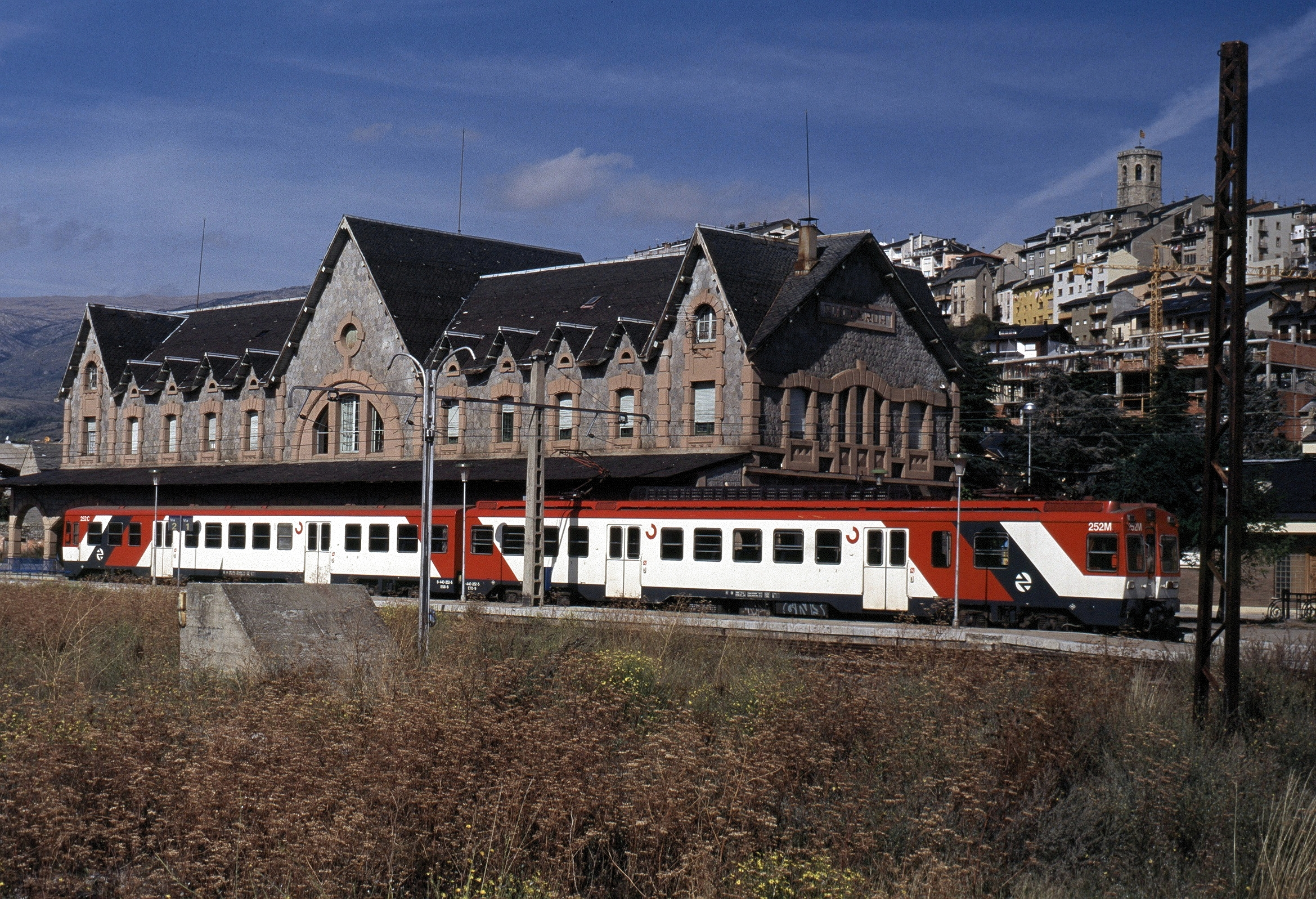
Zweiteiliger Zug in der Farbgebung „Cercanias“ in Puigcerda (1998)

Mit der fortschreitenden Elektrifizierung der spanischen Eisenbahnstrecken sowie der Erhöhung der Fahrspannung von 1500 V auf 3000 V entstand ein Bedarf an schnellen elektrischen Triebzügen für den Vorortverkehr der Großstädte. Damit diese zwischen den Zügen des Fernverkehrs, ohne jene zu behindern, eingesetzt werden konnten, waren ein hohes Beschleunigungsvermögen und eine Höchstgeschwindigkeit von 140 km/h wünschenswert. Vor diesem Hintergrund wurde die Baureihe 440 entwickelt.
Die für die iberische Breitspur konzipierten Fahrzeuge wurden zwischen 1974 und 1985 bei den Unternehmen CAF (Triebwagen) und Macosa (die meisten Steuer- und Mittelwagen) gebaut. In ursprünglicher Konfiguration waren sie als dreiteilige Einheiten aus einem Triebwagen, einem antriebslosen Mittelwagen und einem Steuerwagen zusammengesetzt. Sie sind untereinander kuppelbar, bis zu drei Einheiten können gemeinsam eingesetzt werden. Jede Einheit ist 80,164 m lang und hat eine Masse von 150,4 t. Die Wagenkästen ruhen auf je zwei zweiachsigen Drehgestellen von denen nur jene des Triebwagens angetrieben werden. Jede Antriebsachse ist mit einem eigenen 290 kW leistenden Elektromotor verbunden, woraus sich für den Triebzug die Achsfolge Bo’Bo’+2’2’+2’2’ und eine Gesamtleistung von 1160 kW ergeben. Zahlreiche Elemente entsprachen solchen der Baureihen 432 und 444. Neuartig waren die Sekundärfederung der Drehgestelle mit Luftfedern und die Scheibenbremsen mit elektromagnetisch angesteuerten Bremsklötzen. Die elektrischen Komponenten lieferten die Firmen Westinghouse España S.A. (WESA) und General Electric Española unter Lizenz von Mitsubishi.
Die Baureihe 440 war die erste, die ab Werk in der Farbgebung blau und gelb ausgeliefert wurde. Die Züge wiesen drei Toiletten und im Triebwagen ein Gepäckabteil auf. Ab der Einheit 440-088 wurde als Notbremse eine pneumatische Bremskontrolle installiert, ab der Einheit 440-140 wurden neue Motoren eingebaut. Die letzten 59 Einheiten erhielten anstelle von fest eingebauten Kunstledersitzen solche mit umklappbaren Lehnen und Stoffbezug.
Insgesamt 255 Einheiten wurden an die Renfe ausgeliefert; die beiden letzten, die mit einer Chopper-Steuerung ausgestattet wurden, wurden der Unterbaureihe 440.5 zugeordnet. 1978 wurden für den Einsatz auf der Bahnstrecke Aluche-Móstoles (im Großraum Madrid) 10 zweiteilige Einheiten nur aus Trieb- und Steuerwagen ausgeliefert, die später um einen Mittelwagen ergänzt wurden.
Die ersten Einsätze der Baureihe 440 erfolgten in den Agglomerationen Madrid und Barcelona, 1975 kam Málaga hinzu. In den 1980er Jahren wurde sie sogar als Schnell- und Nachtzug eingesetzt, so von Valencia nach Portbou oder zwischen Madrid und Santander. Mit der Aufspaltung der Renfe in mehrere Teilbereiche begann die Umlackierung in die dem Vorortverkehr (Cercanías) vorbehaltenen Farben rot und weiß (R1).
1992 verloren einige Garnituren ihren Mittelwagen; ihre Masse reduzierte sich dadurch auf 110 t, die Anzahl der Sitzplätze ging von 260 auf 160 zurück. Sie wurden in die Regionalfarben orange und weiß (R2) umlackiert und auf der Bahnstrecke Barcelona–Latour-de-Carol - Enveitg eingesetzt. Zwischen 1993 und 2002 wurden 160 Einheiten modernisiert: 99 dreiteilige und fünf zweiteilige wurden zu Vorortzügen der Baureihe 440R mit Hartplastiksitzen und nur einer Toilette, 56 zu Regionalzügen der Baureihe 470 mit zwei Toiletten und teilweise mit Fahrradabteilen. Beide Serien erhielten verstärkte neue Fronten, die ihr Aussehen stark veränderten. Die nicht umgebauten 440 wurden wegen des Fehlens einer Klimatisierung auf die nördlichen Betriebswerke Barcelona, León und Santander verteilt. Die fünf in Barcelona stationierten Einheiten sind zweiteilig und wurden ausschließlich zwischen Puigcerdà und Latour-de-Carol eingesetzt. Alle nicht modernisierten Einheiten wurden bis 2008 abgestellt, verkauft, oder verschrottet.

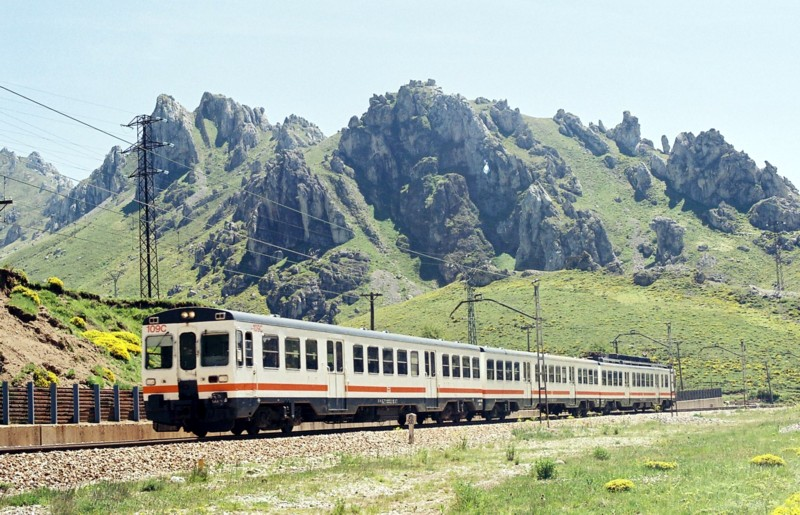
440-107 in der Lackierung R1 in Busdongo (2001)
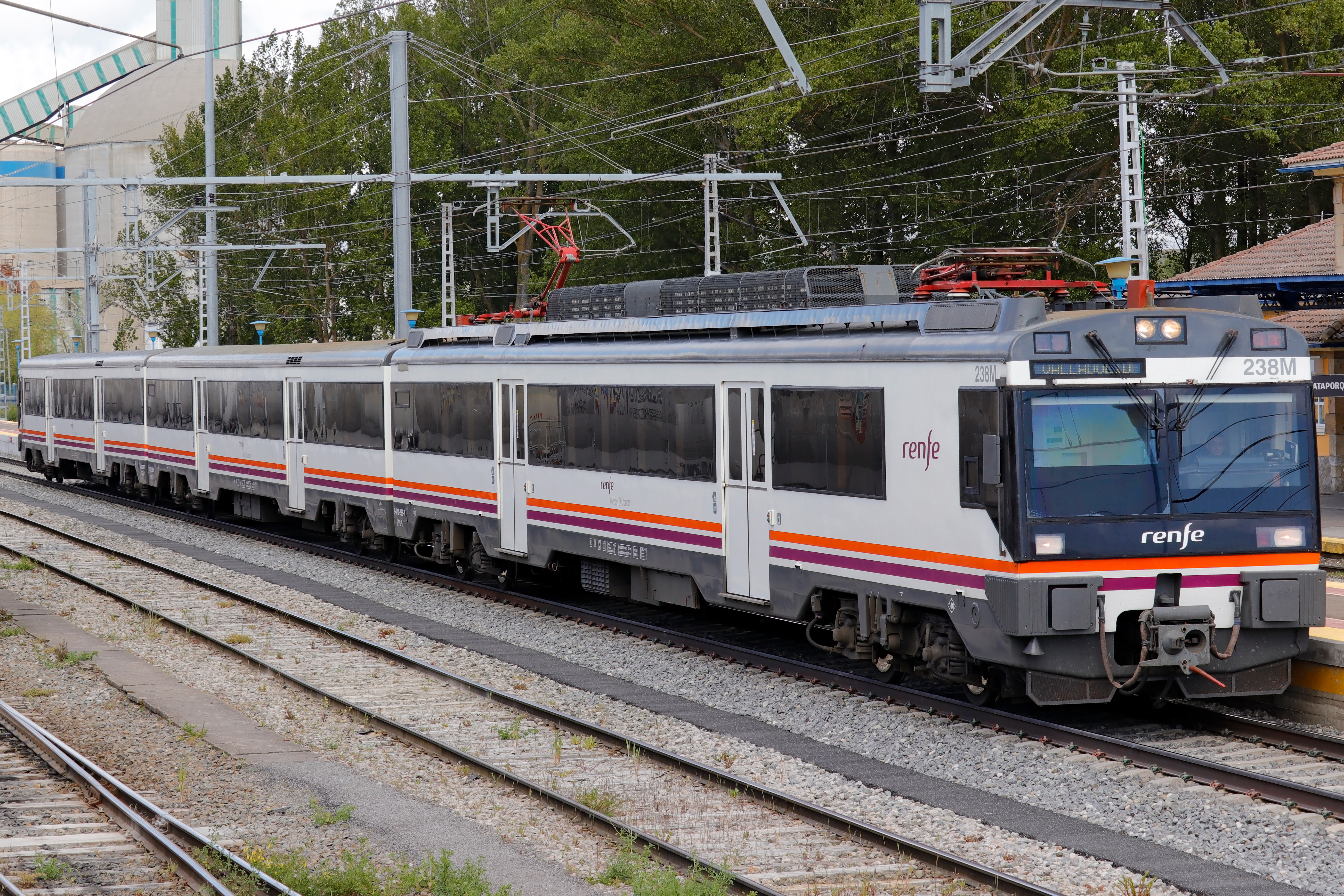
Ein 470 in aktueller Farbgebung in Mataporquera (2019)